# 仇恨週
在喬治·歐威爾於1949年出版的反乌托邦小说《一九八四》中，仇恨週是一项由大洋国唯一执政党（该党为極權主義政黨，以下简称“黨”）发起的心理战活动，旨在極大程度地激發民眾對黨所指定敵人的仇恨，無論這個敵人是兩大對立超級國家中的哪一個。

## 概要
仇恨周为期一个星期。在某次仇恨週期間，大洋國在一名公開演講者話說到一半時突然更換盟友，然而這一變動幾乎沒有引起任何混亂。先前已張貼的敵人的海報被視為是伊曼紐·高斯登及其支持者對「仇恨週」的「破壞行為」，立即被群眾撕毀，並迅速換上針對新敵人的宣傳材料，從而展現了黨操控成員仇恨情緒的輕而易舉。此外，這種操控之所以如此容易，部分原因可能是東亞國（Eastasia）與歐亞國（Eurasia）這兩個名稱相似，容易混淆。大洋國的所有公民都被期望在「仇恨週」以及每日的「两分钟仇恨期」中表現出足夠的熱情。雖然參與這些活動在法律上並非強制，但若有人試圖逃避或拒絕參加，便會引起思想警察的懷疑，通常會導致該人「被蒸發」（即被處決）。這種機制確保了所有人都對黨的敵人懷有仇恨，並且對老大哥保持忠誠。
「仇恨週」通常在夏末舉行，期間會有蠟像展覽、軍事遊行、演講和講座等活動。此外，新的標語會被創造，新的歌曲也會被譜寫，其中「仇恨之歌」便是「仇恨週」的主題曲。書中提到，「真理部」的一個單位被指派製作「暴行小册子」，內容是針對大洋國敵人的捏造暴行報告，旨在進一步煽動民眾對敵人的憤怒。整個「仇恨週」的最終效果，就是將群眾的情緒激發到極端的地步，以至於若讓他們接觸到被俘的敵軍士兵，他們「毫無疑問會將其撕成碎片」。
讀者首次接觸到「仇恨週」是在《一九八四》第一頁的第二段。然而，在這個時刻，讀者對於「仇恨週」的具體內容仍一無所知。小說中寫道：「這是為了準備仇恨週而進行的經濟整頓的一部分。」

## 文化影响
「仇恨週」這個概念已被理論家和評論家用來比擬現實中妖魔化国家敌人的行動。蘇聯文學理論家約翰·羅登（John Rodden）指出，喬治·歐威爾在《一九八四》中描寫的「仇恨週」預示了苏联隨後出現的一些反美活動。史考特·包爾丁（Scott Boulding）則認為，這種反烏托邦式的「仇恨週」與史達林時期取代宗教、改以對國家的虔誠崇拜的做法有相似之處。牛津大学的人类学家和日本问题专家彼得·韦恩·柯比（Peter Wynn Kirby）认为，中国大陆的媒体进行的反日宣传和仇恨周的场景很相似。